# أيدو أوريول
أيدو أوريول (بالإسبانية: Edu Oriol) (5 نوفمبر 1986 بكمبريلز في إسبانيا - ) هو لاعب كرة قدم إسباني في مركزي الهجوم وجناح ‏. لعب مع أيل ليماسول ورابيد بوخارست وريال سرقسطة ونادي برشلونة ب ونادي بلاكبول ونادي خزر لنكران ونادي ريوس ديبورتيو ونادي ياغوستيرا وCF Pobla de Mafumet ‏ ونادي سان أندرو.

## وصلات خارجية
- أيدو أوريول على موقع قاعدة بيانات كرة القدم.إي يو (الإنجليزية)
- أيدو أوريول على موقع Soccerbase.com (لاعب) (الإنجليزية)
- أيدو أوريول على موقع Soccerway.com (الإنجليزية)
- أيدو أوريول على موقع AS.com (الإسبانية)